# Pape Sow
Pape Sow (Dakar, 22. studenog 1981.) je senegalski profesionalni košarkaš. Igra na poziciji krilnog centra, a može igrati centra. Bivši je košarkaš NBA momčadi Toronto Raptorsa i poljskog Prokom Trefl Sopota. Trenutačno je član talijanske Olimpije Milano.

## Vanjske poveznice
- Profil na NBA.com
- D-League Profil na NBA.com
- Profil na Euroleague.net
- Profil  Arhivirana inačica izvorne stranice od 17. siječnja 2011. (Wayback Machine) na ACB.com